# Iuwelot
Iuwelot hoặc Iuwlot là một Đại tư tế của Amun sống vào thời kỳ Vương triều thứ 22 trong lịch sử Ai Cập cổ đại. Ông đã kế vị tước hiệu Đại tư tế từ người anh là Shoshenq C ngay trong triều đại của cha mình là Pharaon Osorkon I, và tiếp tục phục vụ dưới triều đại của vua anh là Takelot I.

## Thân thế
Iuwelot là một vương tử, con trai của Pharaon Osorkon I; không rõ mẹ của ông. Sau khi người anh là Đại tư tế Shoshenq C sớm qua đời, Iuwelot được vua cha phong làm Đại tư tế kế vị người anh.
Tên của vương tử Iuwelot được chứng thực trên tấm bia Thái ấp của Iuwelot (đất phong cho các thân vương) dưới thời trị vì của Takelot I. Dựa vào dòng chữ trên đó, ta biết rằng, vào năm thứ 10 của Osorkon I, Iuwelot vẫn còn là một thiếu niên. Khi lớn lên, ngoài danh hiệu Đại tư tế, Iuwelot còn được phong làm Đại thống soái của quân đội ở Thượng Ai Cập, được ban đất phong ở Asyut.
Iuwelot có một người vợ được biết đến, là Tadenitenbast. Trên tấm bia Ca tụng thần Mặt trời (hiện được lưu giữ tại Bảo tàng Anh, số hiệu EA1224), Iuwelot cùng vợ đang quỳ trước đĩa mặt trời, tượng trưng cho thần Ra. Tadenitenbast xuất thân là người trong vương thất, vì bà được gọi là con của một vương tử trong tấm bia Thái ấp của Iuwelot; Iuwelot cũng đã gọi bà là chị em với ông trên chính tấm bia Ca tụng thần Mặt trời.
Với Iuwelot, Tadenit sinh được ít nhất một người con trai, là Khamweset, người được thừa hưởng toàn bộ tài sản mà người cha để lại. Một người con trai khác, Wasakawasa, được biết đến thông qua một tấm đeo ngực bằng electrum dành riêng cho thần Thoth. Mặc dù Wasakawasa không được tập tước nhưng trên tấm đeo ngực vẫn ghi danh hiệu Đại tư tế của Amun. Ngoài ra, Iuwelot còn một người con gái, là Djedisetiuesankh, lấy Đệ tam Tư tế Padimut-Patjenfy. 

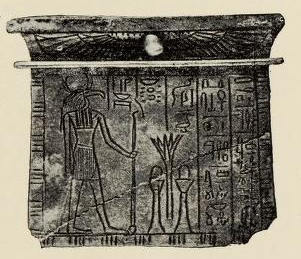
Tấm đeo ngực của Wasakawasa (Bảo tàng Petrie).

## Chứng thực
Tên của Iuwelot được đi kèm với danh hiệu Đại tư tế của Amun được phát hiện trên Văn khắc mực nước sông Nin (Nile Level Texts) tại đền Karnak, đánh dấu năm thứ 5 trị vì của một vị vua vô danh. Nhà Ai Cập học người Scotland là Kenneth Kitchen lập luận rằng, vị vua vô danh chắc chắn này không thể là Osorkon I, vì như đã đề cập ở trên, Iuwelot vẫn còn là một đứa trẻ vào năm thứ 10 của Osorkon I. Vì vậy, năm thứ 5 này phải thuộc về người kế nhiệm của Osorkon I, tức Takelot I.
Tên của Iuwelot cũng xuất hiện trên hai văn bản Văn khắc mực nước sông Nin, đánh dấu năm thứ 8 và 14 trị vì của một vị vua vô danh, nhưng có thể không ai khác ngoài vua Takelot I. Tên của Đại tư tế kế nhiệm Smendes III, một người em khác của Iuwelot và Takelot I, cũng được chứng thực trên nhiều văn bản Văn khắc mực nước sông Nin, nhưng tên của vị vua cai trị đều không được ghi lại.
Để lý giải cho việc này, Gerard Broekman đưa ra giả thuyết rằng, sau cái chết của Osorkon I, đã có sự tranh đoạt quyền lực giữa Takelot I, con trai ông và Harsiese A, cháu nội của ông (con của Shoshenq C) ở Thượng Ai Cập. Cả hai anh em Iuwelot và Smendes III đều không muốn tham gia vào cuộc tranh đoạt này và đã chọn cách không đề tên một vị vua nào lên các Văn khắc mực nước sông Nin để giữ thái độ trung lập.

## Sách tham khảo
- Robert Kriech Ritner (2009), The Libyan Anarchy: Inscriptions from Egypt's Third Intermediate Period, Nhà xuất bản Society of Biblical Lit ISBN 978-1589831742
- Kenneth Kitchen (1996), The Third Intermediate Period in Egypt (1100–650 BC), Nhà xuất bản Aris & Phillips ISBN 978-0856682988